# Siedem Pieśni Marii
Siedem Pieśni Marii – oratorium Zbigniewa Książka i Bartłomieja Gliniaka, przygotowane we współpracy z krakowską agencją koncertową DUO. Wydawnictwo ukazało się 26 października 2007 roku nakładem Magic Records. 
Autorem libretta jest Zbigniew Książek a muzykę skomponował Bartłomiej Gliniak. Warstwę wokalną stanowią Joanna Słowińska, Olga Szomańska-Radwan, Przemysław Branny, Maciej Miecznikowski. W nagraniu udział wzięła Orkiestra Akademii Beethovenowskiej, chór studencki Akademii Świętokrzyskiej oraz kielecki chór kameralny „Fermata” pod kierownictwem Ewy Robak. 

## Informacje o wydawnictwie
Płyta została zarejestrowana podczas koncertu, który odbył się 26 września 2007 roku w Kielcach. Dyrygentem był Michał Dworzyński, wystąpili soliści Joanna Słowińska, Olga Szomańska-Radwan, Przemysław Branny, Maciej Miecznikowski, a rolę narratora objął Igor Michalski. Spośród 16 pieśni składających się na oratorium siedem dotyczy zdarzeń z życia Marii – matki Jezusa Chrystusa. Jej doświadczenia życiowe, przedstawione w pieśniach, cechowały ludzkie wątpliwości, strach, obawa, odwaga, heroizm, ból i miłość. Biblijną historię Miriam z Nazaretu przeplatają słowa stanowiące jej współczesne komentarze.
Autor słów "Siedmiu pieśni Marii" inspirował się kultem Matki Bożej Patronki Rodzin w sanktuarium w Leśniowie koło Częstochowy. Oratorium zostało wydane na płycie CD i DVD w listopadzie 2007.
17 października 2008 nagrania uzyskały status platynowej płyty.

## Lista utworów
| CD 1 | CD 1                                                                         | CD 1             | CD 1               | CD 1    |
| Nr   | Tytuł utworu                                                                 | Słowa            | Muzyka             | Długość |
| ---- | ---------------------------------------------------------------------------- | ---------------- | ------------------ | ------- |
| 1.   | „Matka Boska Szkaplerna” (śpiew: wszyscy soliści)                            | Zbigniew Książek | Bartłomiej Gliniak | 6:20    |
| 2.   | „Zwiastowanie” (śpiew: Joanna Słowińska)                                     | Zbigniew Książek | Bartłomiej Gliniak | 10:14   |
| 3.   | „Matka Boska Strumienna” (śpiew: Olga Szomańska i Przemysław Branny)         | Zbigniew Książek | Bartłomiej Gliniak | 3:07    |
| 4.   | „Nawiedzenie” (śpiew: Olga Szomańska)                                        | Zbigniew Książek | Bartłomiej Gliniak | 6:11    |
| 5.   | „Matka Boska Zielna” (śpiew: Maciej Miecznikowski)                           | Zbigniew Książek | Bartłomiej Gliniak | 6:42    |
| 6.   | „Narodziny” (śpiew: Olga Szomańska)                                          | Zbigniew Książek | Bartłomiej Gliniak | 7:55    |
| 7.   | „Matka Boska Śnieżna” (śpiew: Przemysław Branny i Maciej Miecznikowski)      | Zbigniew Książek | Bartłomiej Gliniak | 5:08    |
| 8.   | „Jeruzalem – Jezus w Świątyni” (śpiew: Joanna Słowińska i Przemysław Branny) | Zbigniew Książek | Bartłomiej Gliniak | 10:57   |
|      |                                                                              |                  |                    | 56:34   |

| CD 2 | CD 2                                                                           | CD 2             | CD 2               | CD 2    |
| Nr   | Tytuł utworu                                                                   | Słowa            | Muzyka             | Długość |
| ---- | ------------------------------------------------------------------------------ | ---------------- | ------------------ | ------- |
| 1.   | „Matka Boska Siewna” (śpiew: Olga Szomańska i Przemysław Branny)               | Zbigniew Książek | Bartłomiej Gliniak | 8:56    |
| 2.   | „Kana Galilejska” (śpiew: wszyscy soliści)                                     | Zbigniew Książek | Bartłomiej Gliniak | 7:23    |
| 3.   | „Matka Boska Jagodna” (śpiew: Maciej Miecznikowski)                            | Zbigniew Książek | Bartłomiej Gliniak | 7:10    |
| 4.   | „Śmierć Jezusa” (śpiew: Joanna Słowińska)                                      | Zbigniew Książek | Bartłomiej Gliniak | 11:54   |
| 5.   | „Matka Boska Gromniczna” (śpiew: wszyscy soliści)                              | Zbigniew Książek | Bartłomiej Gliniak | 8:16    |
| 6.   | „Zmartwychwstanie” (śpiew: wszyscy soliści)                                    | Zbigniew Książek | Bartłomiej Gliniak | 9:12    |
| 7.   | „Nie odchodź by nie zgasło słońce” (śpiew: Olga Szomańska i Przemysław Branny) | Zbigniew Książek | Bartłomiej Gliniak | 4:50    |
| 8.   | „Matka Boska Leśniowska” (śpiew: wszyscy soliści)                              | Zbigniew Książek | Bartłomiej Gliniak | 6:01    |
|      |                                                                                |                  |                    | 1:03:42 |